# Sebestyén György (író)
Sebestyén György (Budapest, 1930. október 30. – Bécs, 1990. június 6.) magyar író, lapszerkesztő, műfordító, újságíró.

## Életpályája
A budapesti tudományegyetemen filozófiát és néprajzot tanult. 1952-től a Magyar Nemzet újságírója, majd kulturális rovatvezetője volt. 1956 nyarán a reformkommunistákhoz csatlakozott. Az 1956-os forradalom bukása után elhagyta az országot és Bécsben telepedett le. 1956-tól szerkesztett folyóiratokat, hetilapokat (Magyar Híradó, Pannónia, Morgen). Az osztrák Pen Club alelnöke, majd 1988-tól elnöke volt.

## Munkássága
Versantológiát szerkesztett jegyzetekkel (Röppenj szikra, Budapest, 1948). Tanulmánya jelent meg Művészet és hazafiság cimmel (1952). Első regénye: Die Türen schliessen sich németül jelent meg 1957-ben. Ettől kezdve minden írását, regényeit, elbeszéléseit, útirajzait, színműveit, esszéit német nyelven írta. Fordításában mutatta be a klagenfurti városi színház Madách Imre: Az ember tragédiája című színművét. Az 1960-as évektől több magyar regényt, novellát fordított németre: Csurka István, Moldova György novelláit, Krúdy Gyula regényeit, Mészöly Miklós: Az atléta halálát (1966); Illyés Gyula esszéjét: Charon ladikján (1975). Gondozta a Furche című hetilap kultúrrovatát. Önarcképvázlata Györffy Miklós fordításában megjelent magyarul (Kortárs, 1985. 12. sz.).

## Művei
- Die Türen schliessen sich (Bécs-München-Basel, 1957; angolul: Moment of Triumph, New York, 1958, The Doors are closing, London-Sydney-Melbourne-Weelington, 1958, hollandul: Baarn, 1958)
- Der Mann im Sattel (regény, Bécs, 1961)
- Die Schule der Verführung (regény, München, 1964)
- Flötenspieler und Phantome. Eine Reise durch das Tauwetter (tanulmány, München, 1965)
- Lob der Venusbrust und andere Leckereien (Bécs-Hannover, 1966)
- Anatomie eines Sieges. Blitzkrieg um Israel (Bécs-Hamburg, 1967)
- Thennberg oder Versuch einer Heimkehr (elbeszélés, München, 1969)
- Der Mann mit dem Blumenkopf (mesék, válogatta és fordította, Bécs-München, 1970)
- Berengar und Berenice (Bécs-München, 1971)
- Agnes und Johanna oder Die Liebe zum Augenblick (dráma, Bécs, 1972)
- Der Faun im Park (elbeszélés, Bécs, 1972)
- Unterwegs in Burgenland (útleírás, Kismarton, 1973)
- Der Wiener Naschmarkt (fotóalbum, Bécs, 1974)
- Das Leben als schöne Kunst (München, 1975)
- Behausungen (esszé, 1975)
- Burgenland, wo sich die Wege keruzen (útleírás, Kismarton, 1977)
- Parole Widerstand (esszék, Kismarton, 1977)
- Maria Theresia. Geschichte einer Frau (Bécs, 1980)
- Studien zur Literatur (Eisenstadt, 1980)
- Der ort, an dem Wir uns befindern. Ungarische Erzähler der Gegenwart (antológia, szerkesztette, Bécs, 1985)
- Budapest (Nemes Jánossal, útikönyv, München, 1985)
- Die Werke der Einsamkeit (regény, Graz-Bécs-Köln, 1986)
- A lét háza (esszék, fordította: Györffy Miklós, a verseket Tandori Dezső, Budapest, 1986)
- Paul Ábrahám (Bécs, 1987)
- Erzählungen (Graz-Bécs-Köln, 1989)
- Notizen eines Mitteleuropäers (Bécs, 1990)

## Műfordításai
- Gyula Krúdy: Die rote Postkutsche (műfordítás, Bécs-Hamburg, 1966)

## Díjai
- Theodor Csokor-díj (1975)
- Magyar Népköztársaság Csillagrendje (1985)
- Déry Tibor-díj (1988)